# Gazel
Gazelul (denumit și غزل, Cassidè, Caçida sau Ghazel) se poate defini ca o poezie lirică în distihuri, ale căror monorime sunt dispuse astfel: versurile primului distih rimează între ele, rima păstrându-se în al doilea vers al celorlalte distihuri. În majoritatea cazurilor, după rimă urmează radiful — un cuvânt sau grup de cuvinte care se repetă — iar ultimul distih poate conține takhallos-ul, pseudonimul poetului.
Cele două tipuri principale de gazel își au originea în Hejaz (în prezent regiunea este inclusă în vestul Arabiei Saudite, respectiv în Irak). 
În literatura arabă, în acest gen de literatură sunt incluse poeziile războinice sau sentimentale, cu 20 până la 100 de versuri, care preamăresc viața aventuroasă a războinicului și emoțiile vieții petrecute în deșert.
Cel mai de seamă reprezentant al genului a fost poetul persan Hafez, pe numele său complet Șamsoddin Mohammad Hafez din Șiraz (1320—1390) (în limba persană : خواجه شمسالدین محمد حافظ شیراز) . Alți poeți vestiți sunt Saadi și Fuzûlî.
În prezent, gazelul este o formă de cântec uzuală în India și Pakistan, care, de fapt, nu se cântă propriu-zis, ci se recită.
În literatura română, gazeluri a scris George Coșbuc.

În epoca contemporană, continuând linia deschisă de George Coșbuc prin " Gazel (Picurii cu strop de strop ) ", a încercat o apropiere a gazelului de poezia sapiențială Elisabeta Bogățan,  prin volumul "Gazeluri", publicat în 1996, tradus în lb. franceză și publicat în ediție bilingvă în 2007 sub titlul "Gazeluri /Ghazels". În 2012, gazelurile Elisabetei Bogățan au fost distinse cu Premiul literar Naji Naaman pentru creativitate la concursul internațional Premii literare Naji Naaman, 2012, Liban, fiind publicate parțial în antologia concursului, "Premii literare Naji Naaman 2012", Jounieh, Liban.